# Puccinia deformata
Puccinia deformata ist eine Ständerpilzart aus der Ordnung der Rostpilze (Pucciniales). Der Pilz ist ein Endoparasit der Bambusgattung Olyra. Symptome des Befalls durch die Art sind Rostflecken und Pusteln auf den Blattoberflächen der Wirtspflanzen. Sie kommt in Afrika und Amerika vor.

## Merkmale

### Makroskopische Merkmale
Puccinia deformata ist mit bloßem Auge nur anhand der auf der Oberfläche des Wirtes hervortretenden Sporenlager zu erkennen. Sie wachsen in Nestern, die als gelbliche bis braune Flecken und Pusteln auf den Blattoberflächen erscheinen.

### Mikroskopische Merkmale
Das Myzel von Puccinia deformata wächst wie bei allen Puccinia-Arten interzellulär und bildet Saugfäden, die in das Speichergewebe des Wirtes wachsen. Aecien oder Spermogonien der Art sind nicht bekannt. Die gelblichen Uredien der Art wachsen auf dem Blütenstand sowie beidseitig auf den Blättern der Wirtspflanzen. Ihre debenfalls gelblichen Uredosporen sind meist eiförmig, 27–31 × 21–27 µm groß und fein stachelwarzig. Die beidseitig und auf dem Blütenstand wachsenden Telien sind schokoladenbraun, früh unbedeckt und pulverig. Die goldenen bis haselnussbraunen Teliosporen sind zweizellig, quer- bis längsseptiert, ellipsoid bis länglich und 30–40 × 21–28 µm groß. Ihre Stiele sind farblos bis gelblich und bis zu 150 µm lang.

## Verbreitung
Das bekannte Verbreitungsgebiet von Puccinia deformata umfasst Mittelamerika, die Karibik und Südamerika sowie Zentralafrika.

## Ökologie
Die Wirtspflanzen von Puccinia deformata sind Olyra-Arten. Der Pilz ernährt sich von den im Speichergewebe der Pflanzen vorhandenen Nährstoffen, seine Sporenlager brechen später durch die Blattoberfläche und setzen Sporen frei. Die Art verfügt über einen Entwicklungszyklus, von dem bislang lediglich Telien und Uredien sowie deren Wirt bekannt sind; Spermogonien und Aecien konnten dem Pilz nicht zugeordnet werden.